# 雷蒙·斯托拉
雷蒙·费利克斯·斯托拉（法語：Raymond Félix Stora，1930年9月18日—2015年7月20日），法国理论物理学家，研究领域为粒子物理学。
他是法國國家科學研究中心（CNRS）的研究主任，也是欧洲核子研究中心理论小组的成员。